# Ter Navolging (Tiel)
Ter Navolging is een begraafplaats in Tiel, gesticht in 1786 en gelegen aan de Lingedijk. Het is een van de eerste 'buitenkerkhoven' die in Nederland zijn aangelegd. Nadat sinds 1970 alleen nog bijzettingen in bestaande graven waren toegestaan worden er vanaf 2015 weer nieuwe graven en urnengraven uitgegeven en heeft het zuidelijke deel de bestemming gekregen van strooiveld voor de as van gecremeerden. De begraafplaats is in 1971 opgenomen in het register van rijksmonumenten.

## Geschiedenis

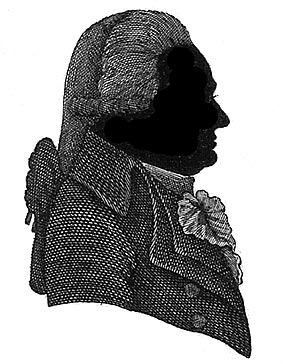
Mr J.D. van Leeuwen (1737-1817)

In 1785 nam de Tielse patriot, jurist en belastingontvanger Johannes Diederik van Leeuwen deel aan een door het Zeeuws Genootschap der Wetenschappen uitgeschreven prijsvraag. Doel daarvan was het zoeken van een oplossing voor de problemen die men ervoer bij het begraven binnen de kerk en de stadsgrenzen. De vraagstelling van de prijsvraag luidde: "Dewyl de schadelijkheid der begravenissen, binnen de Steden en Kerken, ten vollen beweezen en vry algemeen erkend is: welke zyn de verschillende redenen, dat die nadeelige gewoonte in deeze Republiek blyft stand grypen; en welke zyn de beste middelen, om dezelve te doen ophouden?".

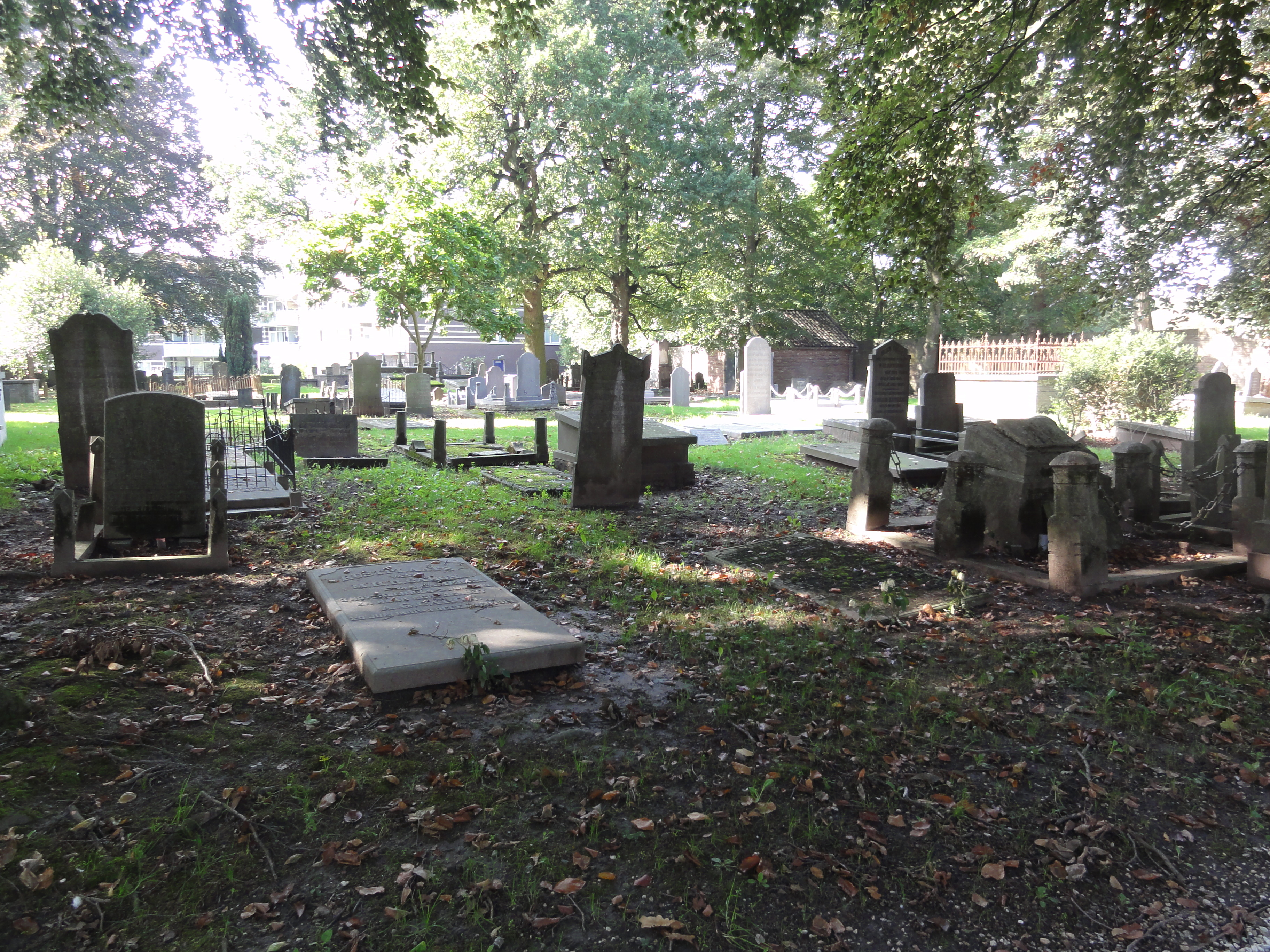
Zicht op de graven

In de tweede helft van de 18e eeuw werd het gebruik van begraven in of bij kerken steeds kritischer bekeken. De vieze geuren die in een kerkgebouw werden veroorzaakte door het voor een begrafenis moeten lichten van de kerkvloer werden verondersteld de oorzaak te zijn van allerlei ziektes. Van Leeuwen stelde in zijn inzending voor een begraafplaats buiten te stadsmuren in te richten, een voor die tijd vernieuwend idee. Met zijn betoog verdiende hij de 'Gouden Eerprys'.
Op 6 september 1785 richtte hij, met het oog op een verdere uitvoering van dit plan, het Begraafgenootschap Ter Navolging op. Het verzoek om een 'buitenkerkhof' te mogen aanleggen werd op 9 november 1785 aan de magistraat van Tiel gericht. Rond die tijd stelde hij met kerkmeester H.J. van Galen en schepen H. Dijckmeester een conceptverordening en een lijst met voorwaarden en tarieven op. De magistraat reageerde op 29 maart 1786 positief op dit voorstel, waarna het genootschap op 5 mei 1786 aan de Culemborgse Zandweg (de huidige Stationsweg) een terrein aankocht en inrichtte als begraafplaats. Op 30 december 1786 werd Wilhelmina Claszen als eerste op dit nieuwe terrein begraven.
Op de hekpijlers van de poort staat sinds de opening in 1786 de naam 'Ter Navolging' met op de tussenhangende banderol de spreuk: 'De menschenliefde door 't gezond verstand verlicht, heeft deez begraafplaats tot een voorbeeld hier gesticht.'
In 1857 kreeg Karel Georg Zocher de opdracht een uitbreiding van Ter Navolging te ontwerpen. Daarin werd de strakke Franse stijl ingewisseld voor een, in alle beknoptheid door de beperkt beschikbare ruimte, begraafplaats in Engelse landschapstijl. Daarbij werd de toegangspoort verplaatst naar de Lingedijk.

## Verwaarlozing en herstel
Nadat in de zeventiger jaren van de 20e eeuw de omringende sloot was gedempt trad, in samenhang met het gesloten zijn, een ernstige mate van verwaarlozing op. Begin 21e eeuw kwam daaraan een einde toen de in 1998 opgerichte stichting 'Ter Navolging Tiel' zich, samen met eigenaar gemeente Tiel en verschillende bedrijven en particulieren, in ging zetten om het rijksmonument te herstellen. Sinds 2015 is de stichting verantwoordelijk een groot deel van de beheers- en onderhoudstaken.
Doordat de Begraafboeken sinds 1786 goeddeels en de plattegrond met grafnummers en de namen van hen die op een graf hadden ingetekend bewaard zijn gebleven kon, in combinatie met een aantal oude genummerde zerken, de oorspronkelijke ligging van Ter Navolging worden vastgesteld.
Op de begraafplaats staan verschillende bomen die een tot ruim anderhalve eeuw oud zijn. In het baarhuisje is een expositie ingericht waarin aandacht wordt besteed aan de historie van Ter Navolging en van diegenen die er begraven liggen.
Op het strooiveld staat het kunstwerk 'Via Nominum' van beeldend kunstenaar Michiel van Luijn. Het is samengesteld uit een rij palen met daarop namen van hen waarvan de as, waar dan ook, is verstrooid.

## Bekende begravenen
- Wilhelmina Claszen ( -1786), eerste persoon begraven op Ter Navolging
- Ernst Ephraim van Bergen ( -1790), rector van de Latijnsche School (oudste zerk)
- Johannes Diederik van Leeuwen (1737-1817), stichter begraafplaats Ter Navolging
- Dr. Friedrich Philip Küthe (1839-1896), geneesheer te Tricht en Geldermalsen , gevestigd te Tiel in 1867
- Hendrik Johannes Martinus van der Wedden (1835-1912), commissaris van politie van Tiel
- Frederik Rutger van der Wedden (1873-1926), burgemeester van Hendrik-Ido-Ambacht
- Pierre Adrien Reuchlin (1803-1868), jurist en burgemeester van Tiel
- Benjamin Richard Ponningh Hasselman (1828-1897), jurist en burgemeester van Tiel
- Jonathan Gustav Hugo Rudolph Bonhoff (1857-1932), jurist en burgemeester van Tiel
- Henriëtte Wilhelmina (1852-1921) en Johanna Judith (Jeanne) Spiering (1862-1944), filantropen ten behoeve van vooral christelijke organisaties
- Rinus Boudewijn (1917 -1997), Tielse bontbewerker, amateur stijldansleraar en beter bekend als The Great Rinaldo met zijn duivenact
- Otto Cornelis Adriaan van Lidth de Jeude (1882 - 1952), jurist en politicus
- Huibert (Huub) van Heiningen (1924-2018), journalist en historicus

## Prijzen
De stichting Ter Navolging Tiel die verantwoordelijk is voor de begraafplaats ontving in 2018 de Gouden Terebinth voor haar inzet voor het behoud van historische begraafplaatsen. Ook ontving ze dat jaar de erfgoedprijs van de Vereniging Oudheidkamer voor Tiel en Omstreken.